# فرانك ريسلي
فرانك ريسلي (بالإنجليزية: Frank Riseley)‏ مواليد 6 يوليو 1877 في برستل، المملكة المتحدة - الوفاة 6 فبراير 1959 في المملكة المتحدة، كان لاعب كرة مضرب إنجليزي وكان يلعب باليد اليمنى. كما أنه أحد أبطال الجراند سلام. أعلى تصنيف له في الفردي كان المركز الـ 3 في سنة 1906.

## بطولات حققها
- بطولة ويمبلدون

## النهائيات

### الفردي: الوصافة 3
| النتيجة | السنة | البطولة  | الأرضية | المنافس      | النتيجة            |
| ------- | ----- | -------- | ------- | ------------ | ------------------ |
| الوصافة | 1903  | ويمبلدون | عشبية   | لورنس دوهرتي | 5–7, 3–6, 0–6      |
| الوصافة | 1904  | ويمبلدون | عشبية   | لورنس دوهرتي | 1–6, 5–7, 6–8      |
| الوصافة | 1906  | ويمبلدون | عشبية   | لورنس دوهرتي | 4–6, 6–4, 2–6, 3–6 |

### الزوجي: 5 (الألقاب 2, الوصافة 3)
| النتيجة | السنة | البطولة  | الأرضية | الشريك     | المنافس                     | النتيجة                  |
| ------- | ----- | -------- | ------- | ---------- | --------------------------- | ------------------------ |
| الفوز   | 1902  | ويمبلدون | عشبية   | سيدني سميث | لورنس دوهرتي ريجنالد دوهرتي | 4–6, 8–6, 6–3, 4–6, 11–9 |
| الوصافة | 1903  | ويمبلدون | عشبية   | سيدني سميث | لورنس دوهرتي ريجنالد دوهرتي | 4–6, 4–6, 4–6            |
| الوصافة | 1904  | ويمبلدون | عشبية   | سيدني سميث | لورنس دوهرتي ريجنالد دوهرتي | 1–6, 2–6, 4–6            |
| الوصافة | 1905  | ويمبلدون | عشبية   | سيدني سميث | لورنس دوهرتي ريجنالد دوهرتي | 2–6, 4–6, 8–6, 3–6       |
| الفوز   | 1906  | ويمبلدون | عشبية   | سيدني سميث | لورنس دوهرتي ريجنالد دوهرتي | 6–8, 6–4, 5–7, 6–3, 6–3  |

## روابط خارجية
- فرانك ريسلي على موقع رابطة محترفي التنس (الإنجليزية)
- فرانك ريسلي على موقع الاتحاد الدولي لكرة المضرب (الإنجليزية)
- فرانك ريسلي على موقع كأس ديفيز (الإنجليزية)
- فرانك ريسلي على موقع خلاصة التنس.كوم (الإنجليزية)